# Бекордел Бекур
Бекордел Бекур (фр. Bécordel-Bécourt) насеље је и општина у североисточној Француској у региону Пикардија, у департману Сома која припада префектури Перон.
По подацима из 2011. године у општини је живело 164 становника, а густина насељености је износила 45,94 становника/км². Општина се простире на површини од 3,57 км². Налази се на средњој надморској висини од 56 метара (максималној 110 м, а минималној 50 м.

## Демографија
| 1962. | 1968. | 1975. | 1982. | 1990. | 1999. | 2011. |
| ----- | ----- | ----- | ----- | ----- | ----- | ----- |
| 145   | 146   | 144   | 142   | 139   | 122   | 164   |

График промене броја становника у току последњих година